# Pioneer 2
Pioneer 2 byla bezpilotní sonda z roku 1958 organizace NASA z USA určená k průzkumu Měsíce. Celý projekt programu Pioneer připravila Jet Propulsion Laboratory (JPL) v Pasadeně u Los Angeles. V katalogu COSPAR nedostala žádné přidělené označení, protože se její let do vesmíru nezdařil. 

## Program
Byl to třetí americký pokus o let k Měsíci.

## Průběh letu
Nesená raketou Thor Able 1 s výrobním číslem 129 odstartovala sonda z rampy na kosmodromu Eastern Test Range na Floridě dne 8. listopadu 1958. Kvůli poruše nosné rakety, když se nepodařilo zapálit poslední (třetí) stupeň nosné rakety, sonda vystoupala pouze do výšky 1550 km, načež začala klesat, po necelých 38 minutách letu opět vstoupila do atmosféry a ve 42,5 minutě letu zanikla nad střední Afrikou.